# Szkrebatno
Szkrebatno (macedónul: Скребатно) település Észak-Macedóniában, a Délnyugati körzet Ohridi járásában.

## Népesség
| Lakosok száma | 601  | 655  | 549  | 271  | 45   | 13   | 6    | 1    |
|               | 1948 | 1953 | 1961 | 1971 | 1981 | 1991 | 2002 | 2021 |

2002-ben 6 lakosa volt, akik mindannyian macedónok.